# Jana Groß

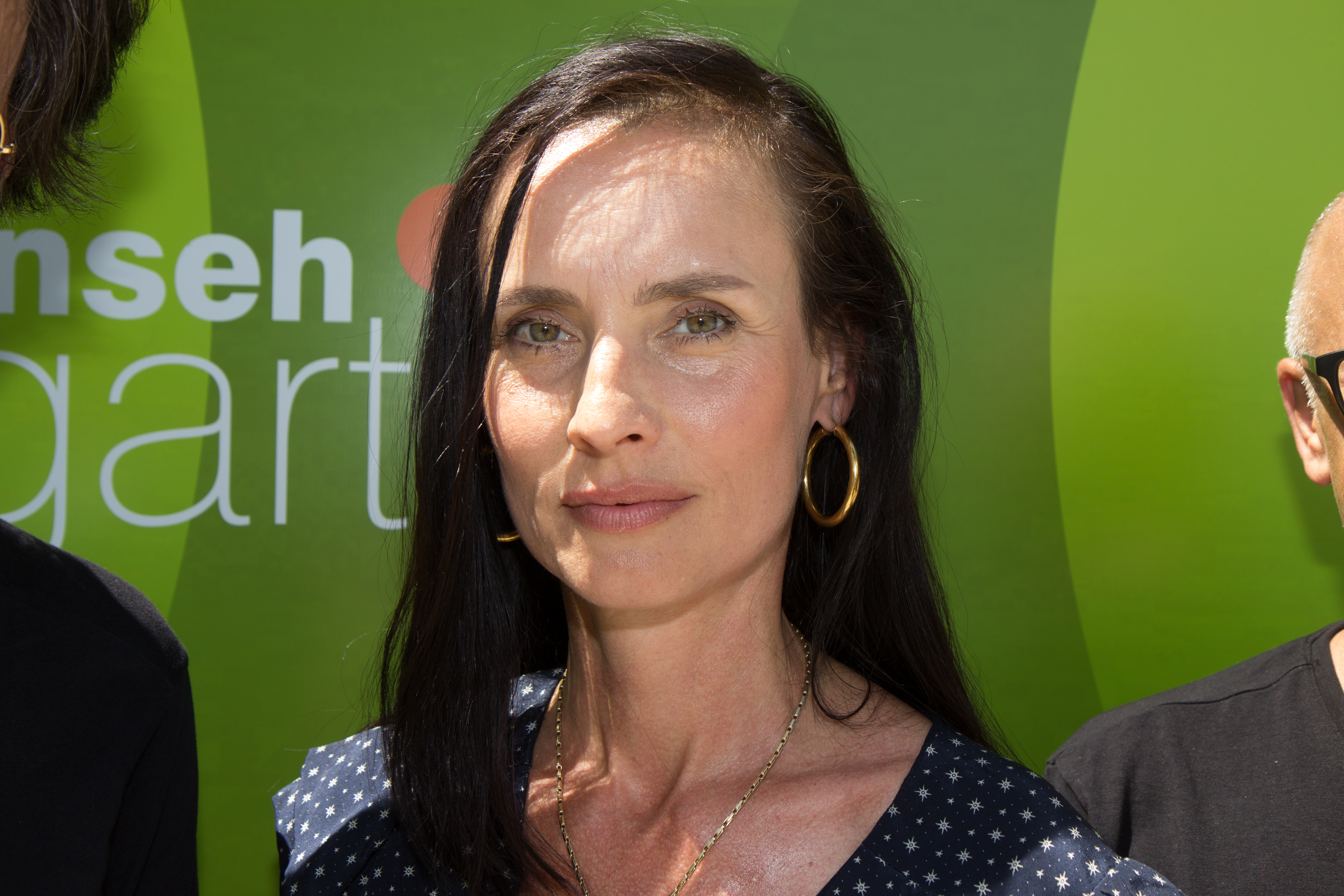
Jana Groß (2018)

Jana Groß (* 28. Juni 1969 in Ost-Berlin) ist eine deutsche Singer-Songwriterin.

## Leben
Jana Groß wuchs in Ost-Berlin auf. In ihrer Schulzeit, die sie mit dem Abitur beendete, sang sie im Schulchor.
Einem Millionenpublikum bekannt wurde Jana Groß vor allem durch ihre Tätigkeit als Sängerin und Frontfrau der Popband Bell Book & Candle, die sie im Jahr 1994 gemeinsam mit Andy Birr (* 1968) und Hendrik Röder (* 1966) gründete. Im Jahr 1997 gelang ihnen mit der Single Rescue Me ein europaweiter Hit. Die Band existiert bis heute.
Daneben komponierte Groß auch Songs für andere Künstler. Für die Band der MDR-Serie Schloss Einstein schrieb Groß mehrere Songtexte. Für das Debütalbum der deutschen Band Eisblume, Unter dem Eis, schrieb Groß die Texte für insgesamt sechs Lieder, darunter die ausgekoppelte Singles Leben ist schön und Louise, wovon letzteres Stück eine deutsche Übersetzung ihres eigenen Stücks von 2005 mit ihrer Band Bell Book & Candle ist.
Groß ist Gastsängerin auf mehreren Alben der Band Die Puhdys. Sie sang 1999 auf dem Album Wilder Frieden das Lied Auf, In’s Neue Jahrtausend sowie 2005 auf Alles hat seine Zeit den Titel Der Traum. Im Jahr 2010 war sie in dem Musikvideo des Songs I Die for You Today von Alphaville zu sehen. Auf Dieter Birrs Soloalbum Große Herzen war sie 2022 als Sängerin am Titel Sternenkinder beteiligt.
Im März 2025 war sie in der Talkshow Riverboat zu Gast.

## Privates
Jana Groß ist seit einigen Jahren mit dem Gitarristen Benjamin Eder in einer Beziehung. Aus der langjährigen Beziehung mit ihrem Bandkollegen Hendrik Röder stammt ihr Sohn Tom Groß (* 1990), der als Schlagzeuger in verschiedenen Musikgruppen spielt.